# Liorhina flava
Liorhina flava är en insektsart som beskrevs av Hamilton 1980. Liorhina flava ingår i släktet Liorhina och familjen spottstritar. Inga underarter finns listade i Catalogue of Life.